# A Royal Night Out
Pour plus de détails, voir Fiche technique et Distribution.
A Royal Night Out est un film britannique réalisé par Julian Jarrold, sorti en 2015.

## Synopsis
Le 8 mai 1945, les princesses Élisabeth et Margaret se joignent incognito aux célébrations de la victoire allié contre l'avis de la reine.

## Fiche technique
- Titre : A Royal Night Out
- Réalisation : Julian Jarrold
- Scénario : Trevor De Silva et Kevin Hood
- Musique : Paul Englishby
- Photographie : Christophe Beaucarne
- Montage : Luke Dunkley
- Production : Robert Bernstein et Douglas Rae
- Société de production : Filmgate Films, Lipsync, North Light Film Studios, Quickbake Production, Scope Pictures, Screen Yorkshire et Twinstone
- Société de distribution : Le Pacte (France)
- Pays :  Royaume-Uni
- Genre : Comédie dramatique, comédie romantique, historique et biopic
- Durée : 97 minutes
- Dates de sortie : 
  - Royaume-Uni : 15 mai 2015

## Distribution
- Sarah Gadon : la princesse Élisabeth
- Bel Powley : la princesse  Margaret
- Emily Watson : la reine Elizabeth
- Rupert Everett : le roi George VI
- Mark Hadfield : Mickey
- Jack Laskey : le lieutenant Pryce
- Jack Gordon : le lieutenant Burridge
- Annabel Leventon : Lady MacCloud
- Geoffrey Streatfeild : Jeffers
- Jack Reynor : Jack Hodges

## Accueil
Le film a reçu un accueil mitigé de la critique. Il obtient un score moyen de 58 % sur Metacritic.